# Старожреби (гміна)
Гміна Старожреби (пол. Gmina Staroźreby) — сільська гміна у центральній Польщі. Належить до Плоцького повіту Мазовецького воєводства.
Станом на 31 грудня 2011 у гміні проживало 7577 осіб.

## Площа
Згідно з даними за 2007 рік площа гміни становила 137.55 км², у тому числі:
- орні землі: 88.00%
- ліси: 6.00%

Таким чином, площа гміни становить 7.65% площі повіту.

## Населення
Станом на 31 грудня 2011:
| Опис     | Загалом | Загалом | Чоловіки | Чоловіки | Жінки | Жінки |
| -------- | ------- | ------- | -------- | -------- | ----- | ----- |
| одиниця  | осіб    | %       | осіб     | %        | осіб  | %     |
| все      | 7577    | 100     | 3786     | 49.97    | 3791  | 50.03 |
| міське   | 0       | 100     | 0        |          | 0     |       |
| сільське | 7577    | 100     | 3786     | 49.97    | 3791  | 50.03 |

## Сусідні гміни
Гміна Старожреби межує з такими гмінами: Бабошево, Бельськ, Бульково, Дзежонжня, Дробін, Радзаново, Рацьонж.